# Чекас В'ячеслав Дмитрович
В'ячесла́в Дми́трович Че́кас (6 серпня 1940, Борислав, УРСР — 4 березня 2018, Винники, Україна) — український радянський футбольний арбітр. Суддя всесоюзної категорії (з 1985 року). Викладач Львівського торговельно-економічного університету.

## Життєпис
В'ячеслав Чекас народився у Бориславі, однак ще у дитинстві разом з родиною переїхав до Львова, де й почав займатися футболом під керівництвом Євстахія Шпаргали. Разом з Чекасом перші кроки до великого футболу робили майбутні гравці «Карпат» Ігор Кульчицький та Юрій Басалик, з якими він грав у збірній школярів Львівщини. Після школи вступив до Львівського інституту фізкультури, а згодом був призваний до армії. Вправну гру юнака помітив тренер Михайло Ходукін, який запросив Чекаса до команди Львівського військово-політичного училища, що була однією з найкращих студентських команд СРСР. У складі ЛВВПУ В'ячеслав Чекас став фіналістом Кубка УРСР з футболу. Після служби в армії відразу ж влаштувався на кафедру фізичного виховання та спорту Львівського торговельно-економічного інституту. Тренував студентську команду, що брала участь у Чемпіонаті Львова серед вишів.
Футбольним арбітром став завдяки іронії долі. Після першого ж поєдинку на тренерському містку студентського колективу В'ячеслав Чекас досить агресивно висловив свої претензії арбітру та зауважив, що той не вміє судити. На що один з футбольних функціонерів зауважив, мовляв когось критикувати можуть всі, а вийти й відсудити самостійно — ні. Чекасу запропонували спробувати себе у ролі рефері на матчі дублерів «Карпат» та молодіжної збірної Львівської області. Згодом, за підтримки відомого арбітра Михайла Кусеня Чекас почав судити поєдинки другої ліги, а згодом — і першої.
У вищій лізі чемпіонату СРСР В'ячеслав Чекас провів 16 матчів як головний арбітр, і декілька поєдинків у ролі арбітра на лінії. Одним з найпам'ятніших матчів став поєдинок між київським «Динамо» та донецьким «Шахтарем», що відбувся 2 серпня 1984 року на Республіканському стадіоні у Києві. До середини другого тайму кияни впевнено вели у рахунку 2:0, однак пропустили два м'ячі та втратили перемогу. Згодом В'ячеслав Чекас дізнався, що той матч був договірним. 29 грудня 1985 року отримав звання Судді Всесоюзної категорії.
Завершив кар'єру арбітра у 1989 році, зосередившись на роботі у ЛДТЕІ. Під орудою Чекаса команда вишу чотири рази ставала чемпіоном Львова серед команд вищих навчальних закладів.
Мешкав у Винниках. Помер 4 березня 2018 року після важкої хвороби.